# Gioiosa Marea
Gioiosa Marea település Olaszországban, Szicília régióban, Messina megyében. Lakosainak száma 6733 fő (2023. január 1.). Gioiosa Marea Patti, Piraino, Brolo, Capo d’Orlando, Montagnareale és Sant’Angelo di Brolo községekkel határos.

## Népesség
A település lakossága az elmúlt években az alábbi módon változott:
| Lakosok száma | 7014 | 6942 | 6733 |
|               | 2017 | 2018 | 2023 |